# Gázkromatográfia-tömegspektrometria

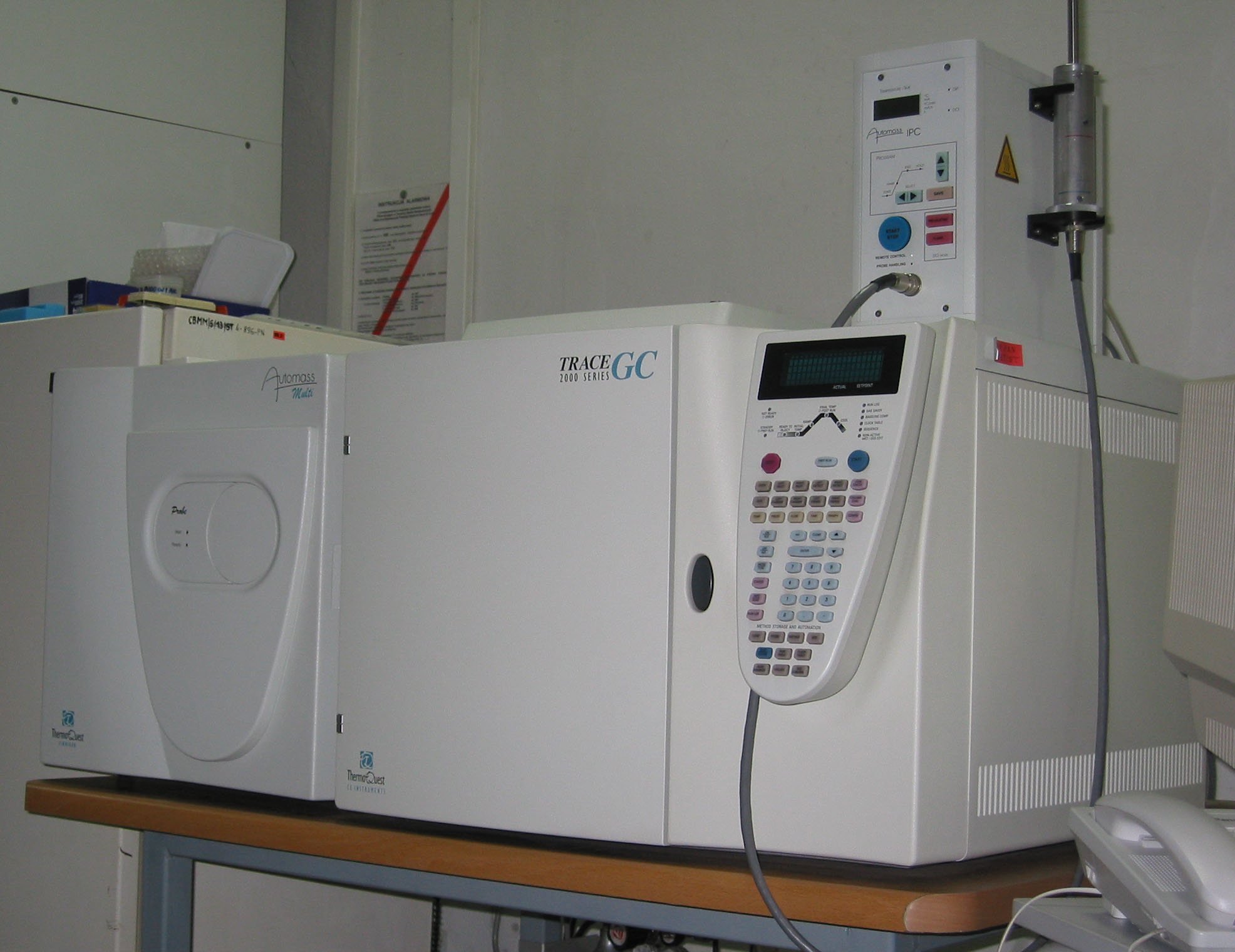
Egy GC-MS berendezés

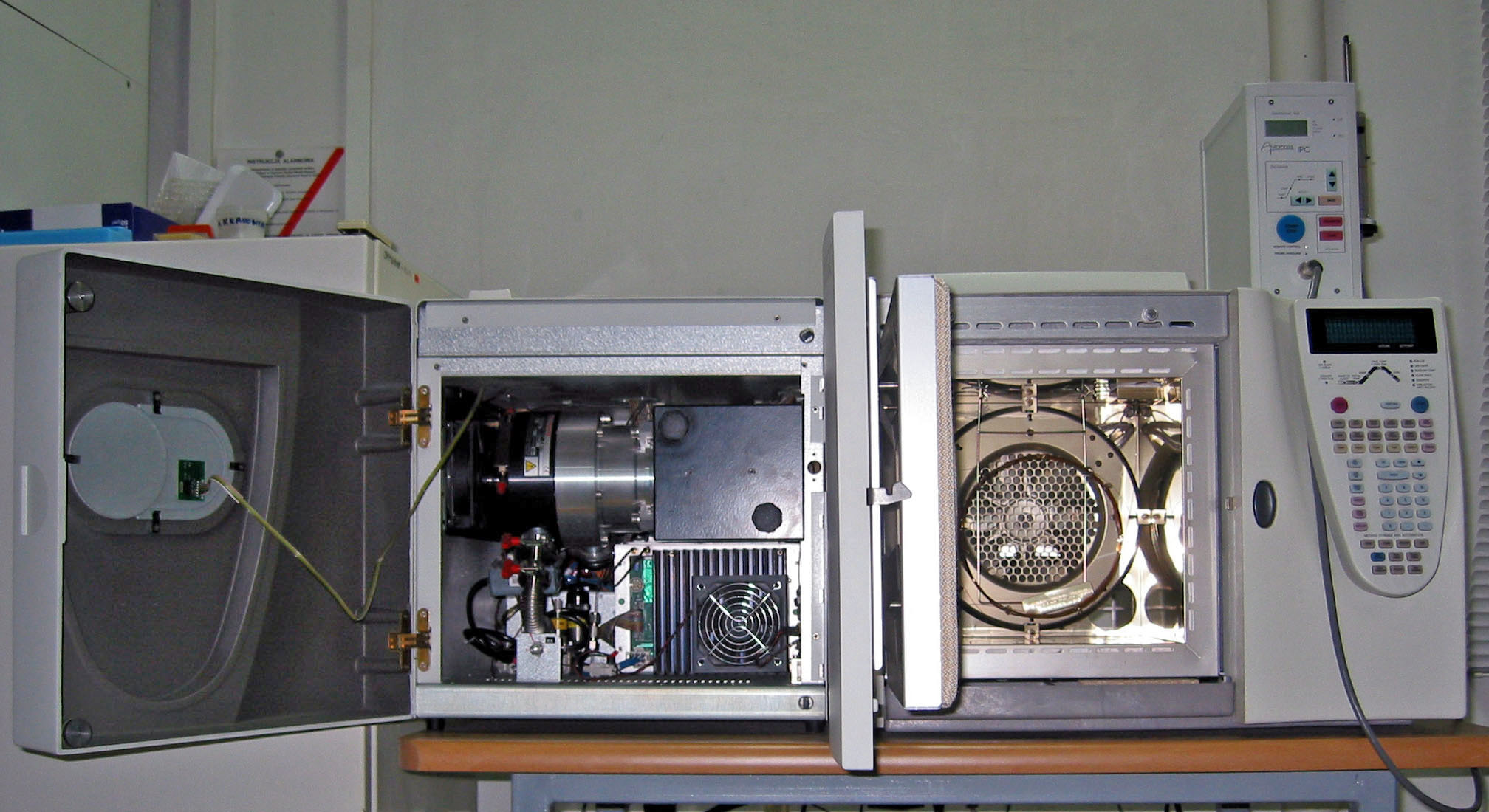
A GC-MS készülék belseje, a kromatográfiás kolonna a kemencében a kép jobb oldalán látható.

A gázkromatográfia-tömegspektrometria, angolul Gas Chromatography-Mass Spectrometry (rövidítve GC-MS) kapcsolt analitikai módszer, amely gázkromatográfiát és tömegspektrometriát együttesen használja anyagkimutatásra.
A GC-MS alkalmazási területéhez tartoznak: kábítószerkimutatás (detektálás), tűz eredetének meghatározása, környezetszennyező anyagok analízise, robbanóanyagok kimutatása, ismeretlen anyagok összetételének minőségi meghatározása. A módszer repülőforgalmi biztonság céljából is használatos az utazók személyében, illetve poggyászaikban rejtett tiltott vagy veszélyes anyagok felderítésére. Ezeken kívül nyomokban található anyagok kimutatására is szolgálhat, vagy olyanok kimutatására, amelyek annyira lebomlottak, hogy egyéb kimutatási lehetőségükről lemondtunk. A műszer, a folyadékkromatográfia-tömegspektrometriához (LC-MS) hasonlóan, lehetővé teszi nagyon kis mennyiségű anyag vizsgálatát.
A módszert törvényszéki orvostani anyagmeghatározás céljaira egyfajta etalonnak használják, mert a vizsgálat erősen specifikus. A specifikus vizsgálat képes kimutatni valamely anyag jelenlétét egy adott mintában. A nem specifikus vizsgálat csak annak meghatározására képes, hogy valamely anyag egy bizonyos kategóriába tartozik. Bár a nem specifikus vizsgálat is képes lehet egy adott anyag jelenlétének statisztikai kimutatására, hátránya, hogy hamis pozitív eredményeket is adhat.

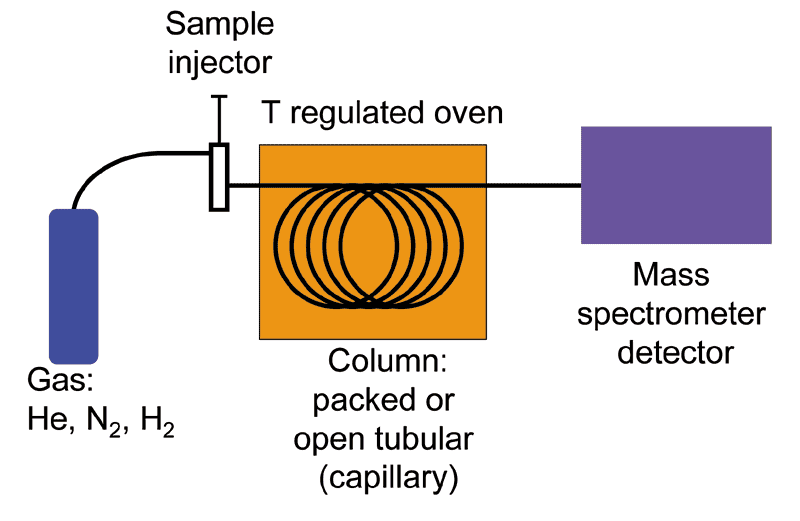
GC-MS vázlatos rajza

## Történet
A tömegspektrométernek a gázkromatográf detektoraként történő alkalmazását az ötvenes években Roland Gohlke és Fred McLafferty fejlesztette ki, de az eredeti, vitathatatlanul jó érzékenységű eszközöket ormótlanságuk és kényességük laboratóriumi használatra korlátozta. A viszonylag olcsó miniatürizált számítógépek megjelenése a készüléket egyszerűbbé tette és az analízis kivitelezését is igen meggyorsította. Már 1996-ban volt olyan műszer, amely az eredeti, első generációs készüléken több mint 16 percet igénylő analízist másfél perc alatt elvégezte, ami alkalmazási területét gyorsan kiterjesztette.

## Műszerezés
A GC-MS két nagy részből áll: gázkromatográfból és tömegspektrométerből. A gázkromatográf egy kapilláris csövet (kolonnát) használ a minta összetevőinek elválasztására. A kolonna molekulaelkülönítéssel kapcsolatos tulajdonságai a kolonna fizikai adottságaitól (hossz, átmérő, filmréteg vastagság) és az álló fázis (pl. fenil-polisziloxán) jellemzőitől függenek. A bevitt mintában lévő, különböző molekulák a kémiai tulajdonságaik és az álló fázishoz való affinitásuk alapján elkülönülnek egymástól. Az elkülönült molekulák a kolonnán eltérő idő alatt (ezt retenciós időnek nevezik) jutnak át, ami után a tömegspektrométer befogja, ionizálja, gyorsítja, eltéríti és detektálja a töltött molekulákat külön-külön. Az ionizáció során a molekulák egy része darabokra törik, fragmentálódik, a másik részük pedig az elektronvesztés után is egyben marad. Ezen halmaz közül a detektorba csak a töltéssel rendelkező részecskék jutnak el, a többi részecskét nem észleli a készülék. Az ionizált molekulák vagy atomok a tömegüktől függően eltérő helyen csapódnak a detektor felületébe, ebből az eltérésből pedig megállapítható a részecskék tömeg/töltés aránya.

## Fordítás
- Ez a szócikk részben vagy egészben  a   Gas chromatography-mass spectrometry című angol Wikipédia-szócikk fordításán alapul.  Az eredeti cikk szerkesztőit annak laptörténete sorolja fel. Ez a jelzés csupán a megfogalmazás eredetét és a szerzői jogokat jelzi, nem szolgál a cikkben szereplő információk forrásmegjelöléseként.